# Khajikotnur, Gulbarga
Khajikotnur là một làng thuộc tehsil Gulbarga, huyện Gulbarga, bang Karnataka, Ấn Độ.